# Prvenstvo Jugoslavije u hokeju na travi 1950.
Jugoslavensko prvenstvo u hokeju na travi za 1950. godinu je osvojio Jedinstvo iz Zagreba.

## Ljestvica
| mj. | klub                 | ut. | pob. | rem. | por. | po.g | pr.g | bod |
| --- | -------------------- | --- | ---- | ---- | ---- | ---- | ---- | --- |
| 1.  | Jedinstvo Zagreb     | 6   | 5    | 1    | 0    | 26   | 2    | 11  |
| 2.  | Željezničar Karlovac | 6   | 3    | 1    | 2    | 10   | 2    | 7   |
| 3.  | Čukarički Beograd    | 6   | 1    | 3    | 2    | 5    | 5    | 5   |
| 4.  | Gradis Ljubljana     | 6   | 0    | 1    | 5    | 1    | 26   | 0   |